# Liste der Baudenkmäler in Betzenstein
Auf dieser Seite sind die Baudenkmäler in der oberfränkischen Stadt Betzenstein zusammengestellt. Diese Tabelle ist eine Teilliste der Liste der Baudenkmäler in Bayern. Grundlage ist die Bayerische Denkmalliste, die auf Basis des Bayerischen Denkmalschutzgesetzes vom 1. Oktober 1973 erstmals erstellt wurde und seither durch das Bayerische Landesamt für Denkmalpflege geführt wird. Die folgenden Angaben ersetzen nicht die rechtsverbindliche Auskunft der Denkmalschutzbehörde.
 Diese Liste gibt den Fortschreibungsstand vom 8. Januar 2015 wieder und enthält 55 Baudenkmäler.

## Ensembles

### Ensemble Altstadt Betzenstein mit Burg

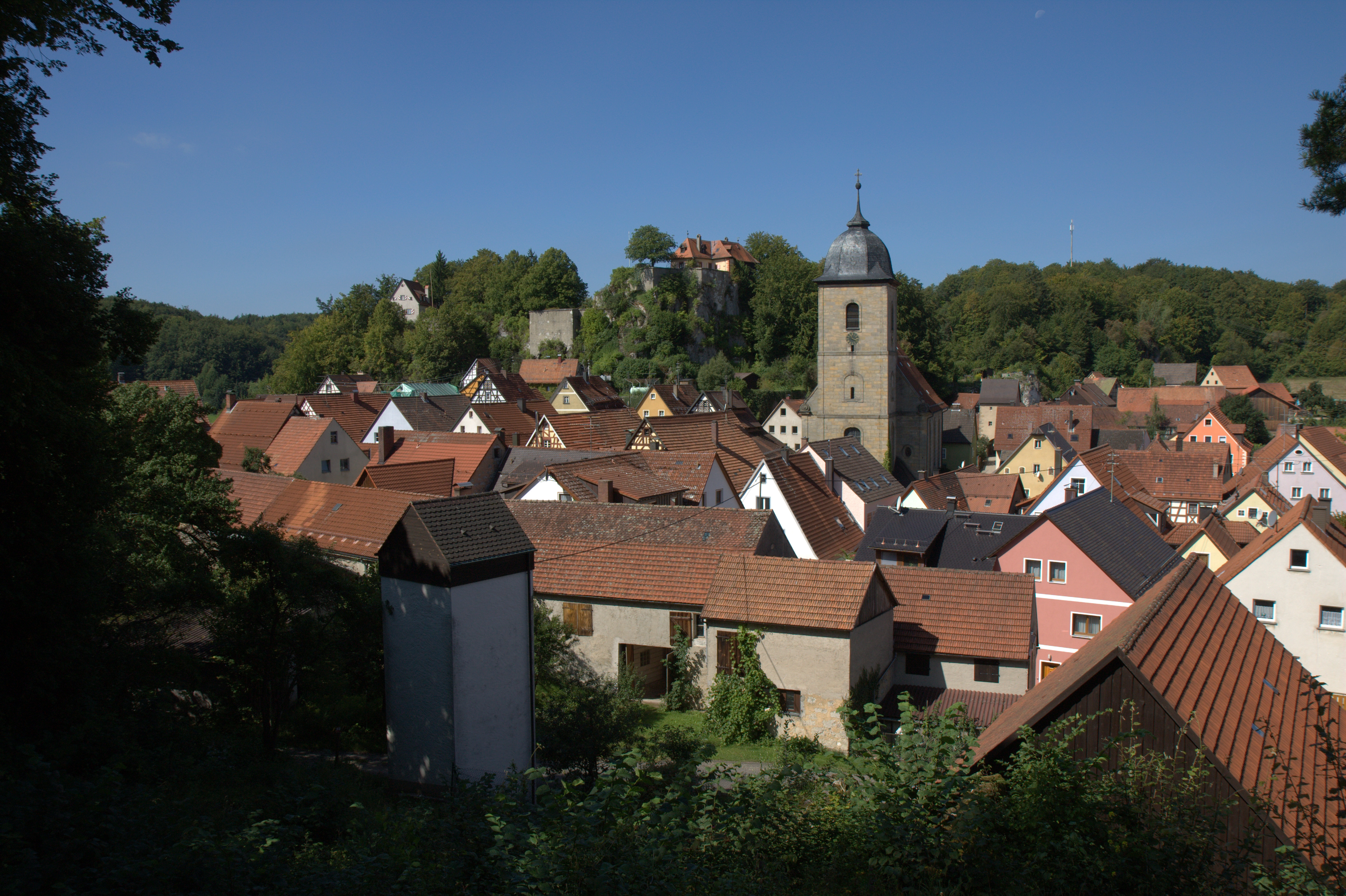
Burganlage über der Stadt Betzenstein von Osten

Das Ensemble (Lage) umfasst Burg und Stadt in den Grenzen der noch erhaltenen Befestigungsanlagen, sowie das sich in nordwestlicher Richtung erstreckende Scheunenviertel Beim Hinteren Thor. Die Befestigungsanlagen, die unter den Grafen von Leuchtenberg seit 1359 errichtet wurden, schließen sich an den Burgfelsen an. Tragende Achse des Stadtgrundrisses ist die sich zwischen dem noch erhaltenen Bayreuther Tor im Norden und dem ehemaligen Nürnberger Tor im Süden erstreckende breite Markt- und Hauptstraße. Sie fällt von Süden nach Norden leicht ab und gewinnt zugleich an Breite. Ihre beiden Längsseiten sind durch geschlossene Reihen bürgerlicher Giebelhäuser – darunter einige Traufseithäuser – bebaut, die meist dem 18./19. Jahrhundert entstammen. An der Westseite der Marktstraße springt der Turm der barocken Pfarrkirche vor die Flucht der Häuserreihen. Dadurch entsteht eine Untergliederung der Straße in zwei platzartige Räume. Östlich parallel zur Hauptstraße verläuft die schmale Schmidbergstraße. Sie weist eine geschlossene zweigeschossige Bebauung mit Giebel- und Traufseithäusern, zumeist ehemaligen Ackerbürgeranwesen, auf. Die Bauten gehören meist dem 18./19. Jahrhundert an, auf der Ostseite stoßen sie an die Stadtmauer. Westlich der Hauptstraße schließt sich ein Straßenbogen um die Kirche, der zugleich den Zugang vom dritten Tor der Stadt, dem Pfarrtor, aufnimmt. Dieser Bereich ist gleichfalls durch Ackerbürgerhäuser bestimmt, meist Giebelbauten des 17.–19. Jahrhunderts und sowohl geschlossen als auch locker bebaut. Im Südteil dieses Bereichs sind das ehemalige Rathaus von 1663 und das Alte Pfarrhaus erhalten, der Nordteil wird von dem ehemaligen Nürnberger Pflegamtsschloss aus dem späten 17. Jahrhundert beherrscht. Westlich vor dem Pfarrtor schließt sich das Scheunenviertel Beim Hinteren Thor an, dessen historische Bausubstanz aus dem 18.–19. Jahrhundert stammt.
Aktennummer: E-4-72-118-1.

## Stadtbefestigung
Die Anlage wurde 1533–38 auf der Grundlage der Befestigung des 14. Jahrhunderts errichtet. Erneuerungen fanden im 17. und 18. Jahrhundert statt. Im Südwesten ist die Stadtbefestigung mit der Befestigung der Burg verbunden. Von den ehemaligen drei Toren sind zwei erhalten, das Bayreuther Tor (Hauptstraße 1 (Lage)) und das Pfarrtor (Am Hinteren Tor 2 (Lage)), das Nürnberger Tor im Süden wurde 1809/10 abgebrochen.
Aktennummer D-4-72-118-1.

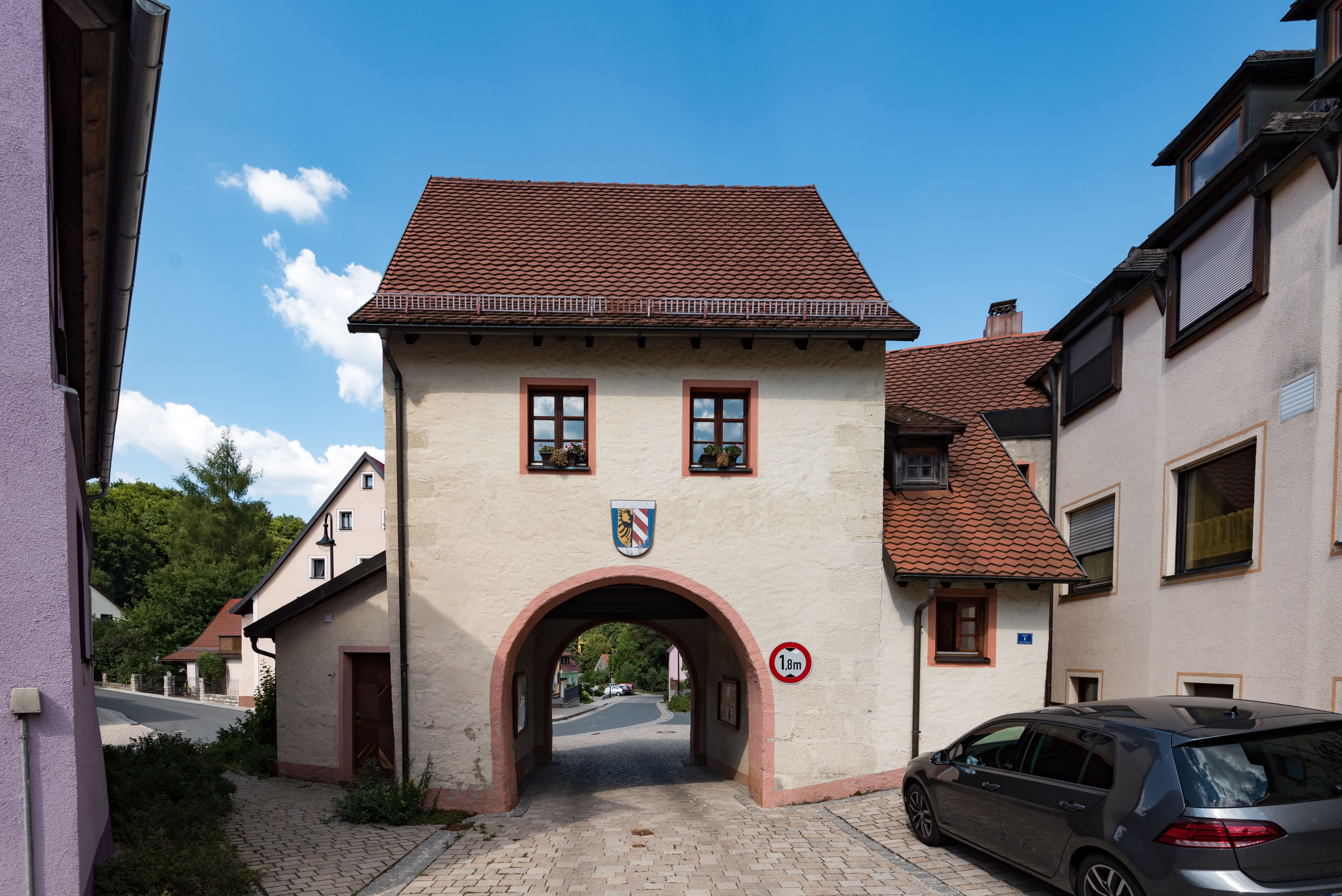
Bayreuther Tor weitere Bilder
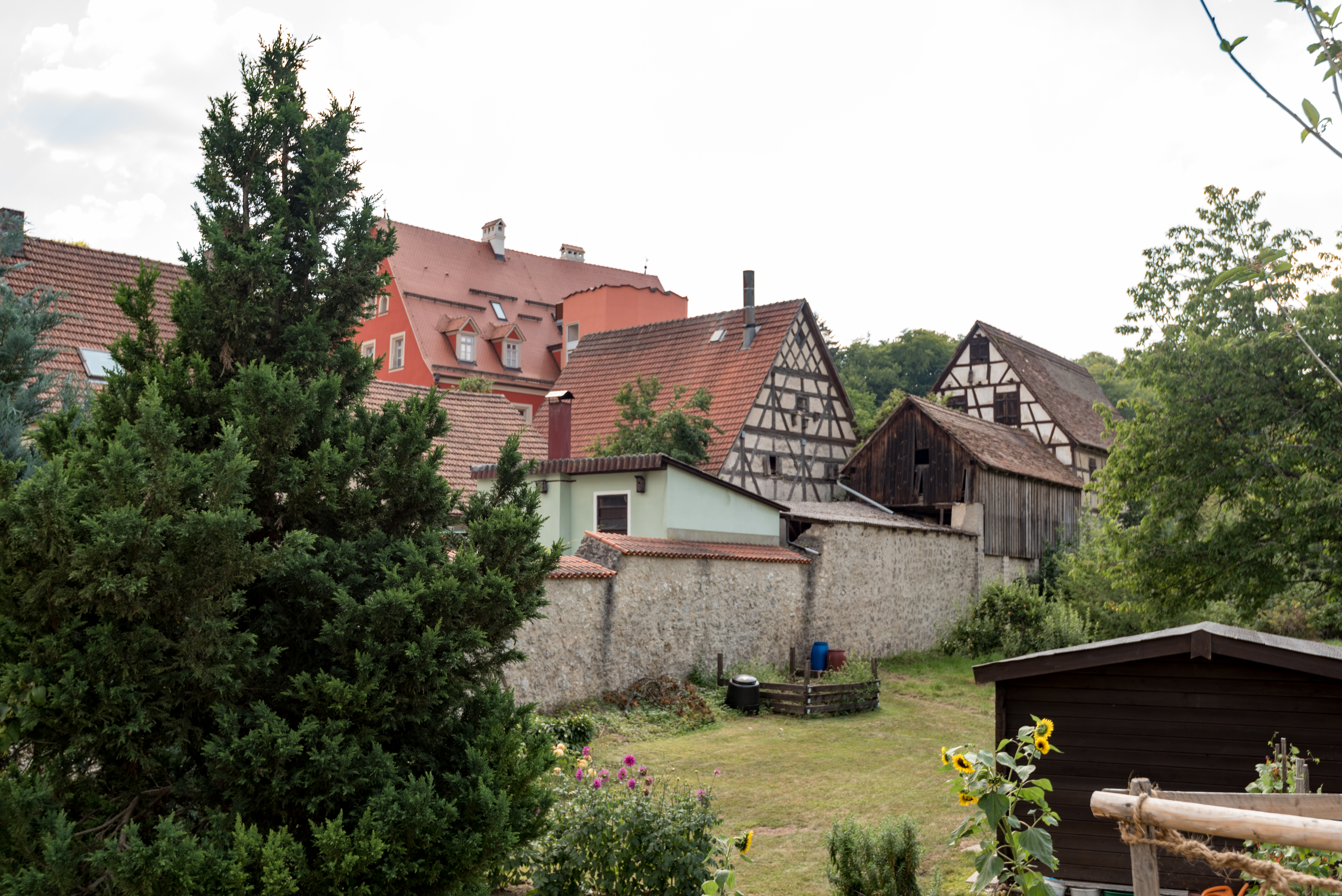
Nördlicher Mauerzug der Stadtmauer
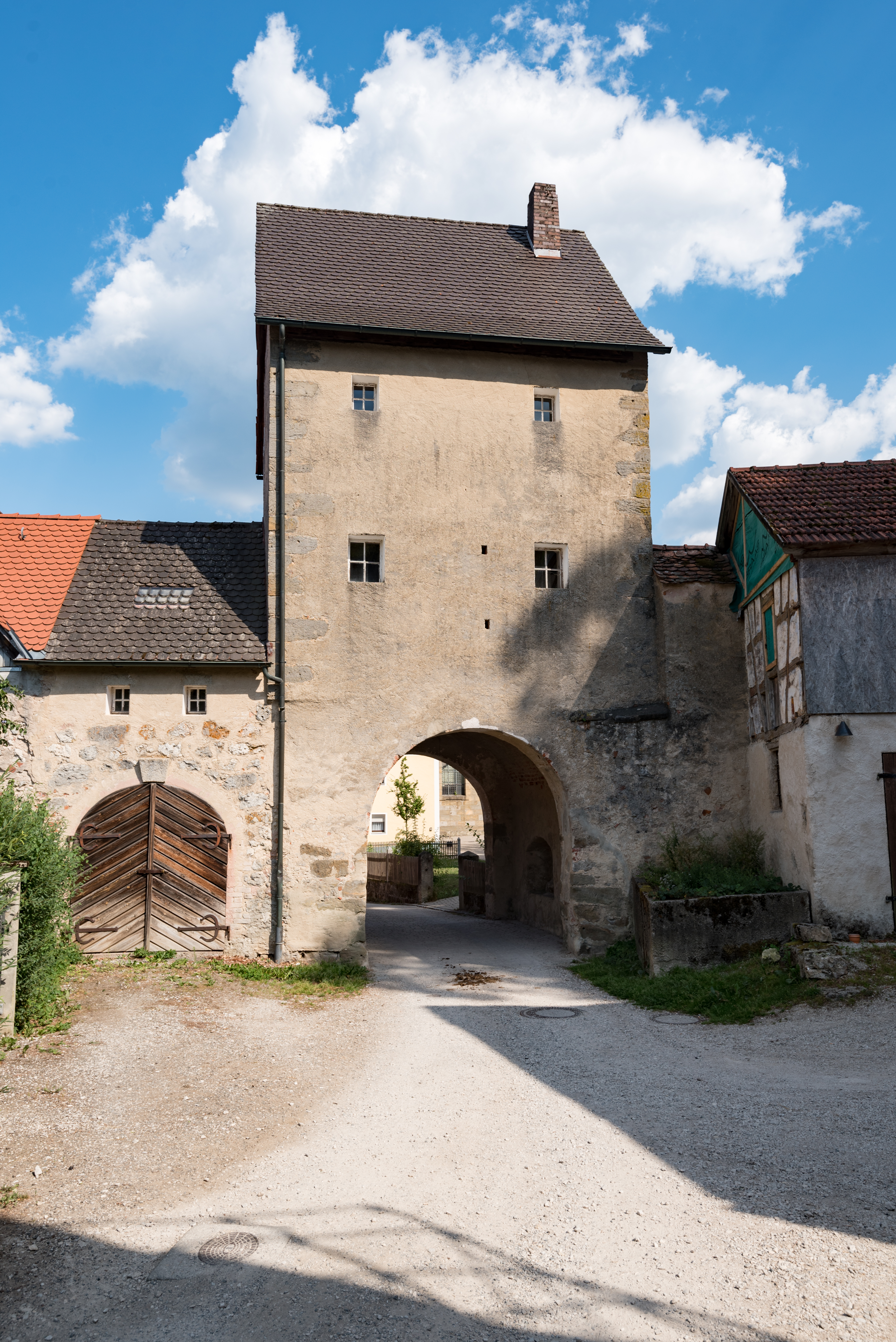
Pfarrtor weitere Bilder
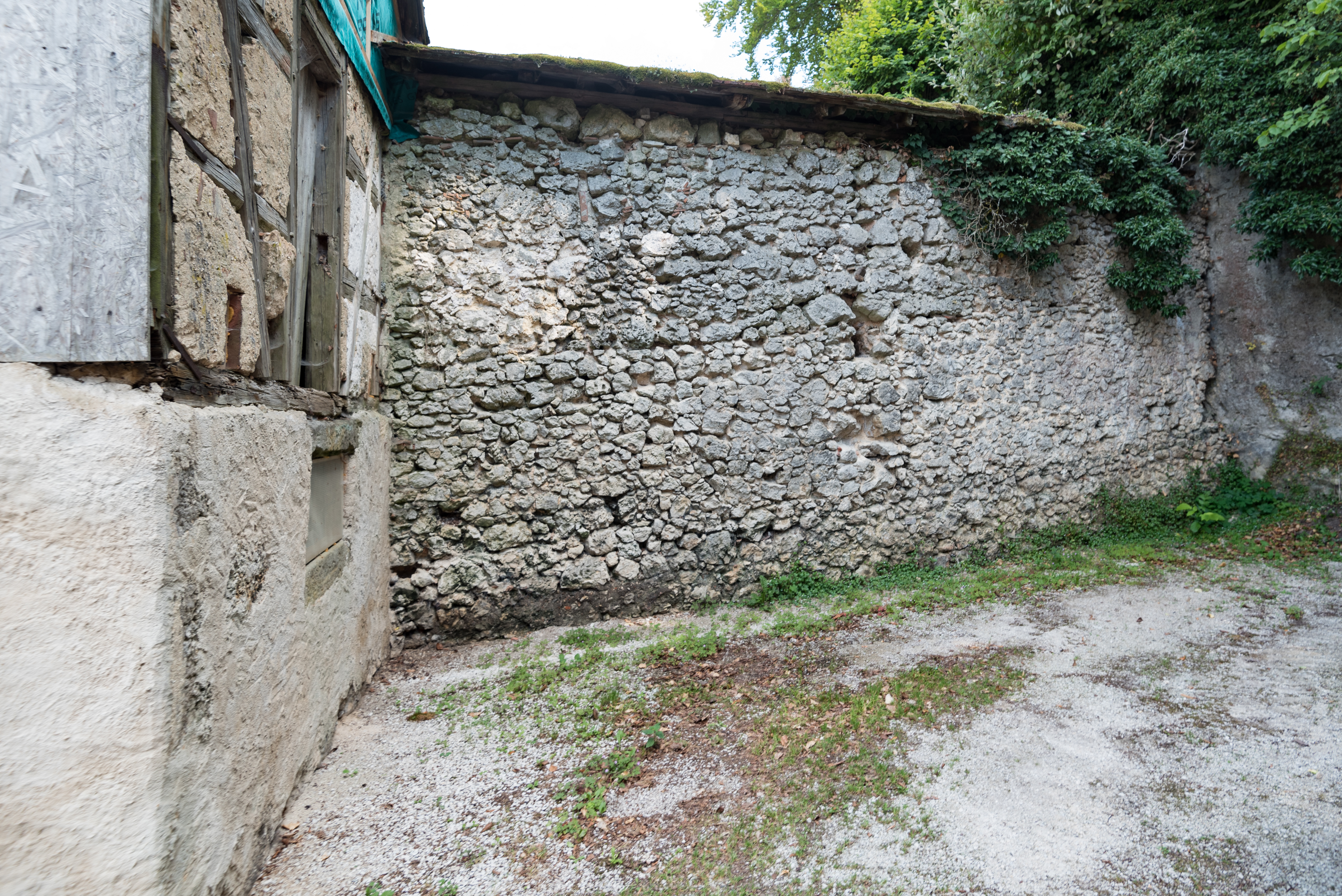
Stadtmauer südlich des Pfarrtors
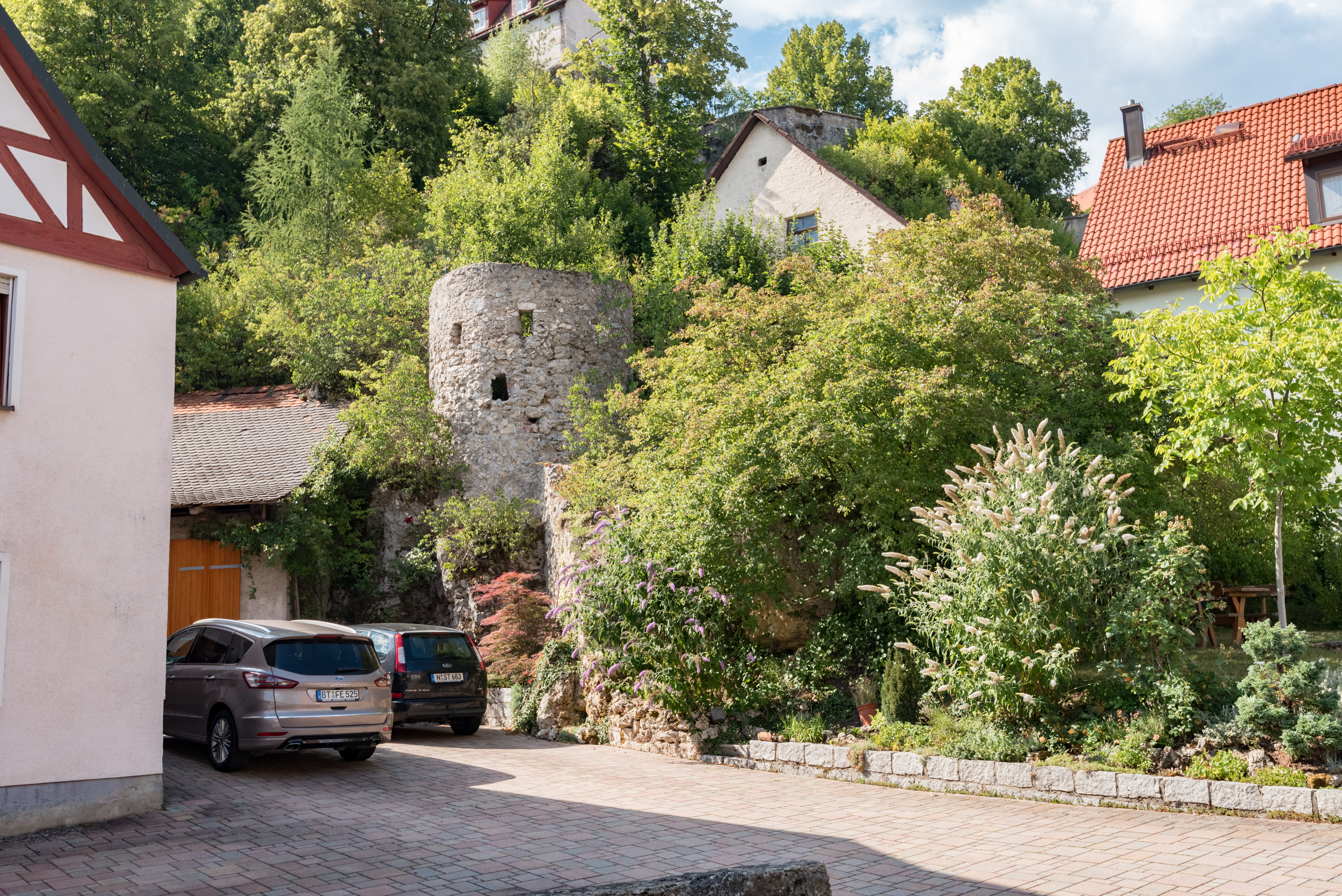
Turmrest bei Hauptstraße 50

## Baudenkmäler nach Gemeindeteilen

### Betzenstein
| Lage                                              | Objekt                              | Beschreibung | Akten-Nr.              | Bild           |
| ------------------------------------------------- | ----------------------------------- | --- | ---------------------- | -------------- |
| Burgweg 7 (Standort)                              | Burg Betzenstein                    | Burg Betzenstein, Südteil der Doppelburg, im Kern zweite Hälfte 11. Jahrhundert, Haus am Südgipfel, zweigeschossiger Satteldachbau, 17./18. Jahrhundert, anschließender Rundturm mit Zeltdach, um 1630; Zisterne, 16./18. Jahrhundert Reste der Umfassungsmauern, erste Hälfte 16. Jahrhundert | D-4-72-118-8 Wikidata  | weitere Bilder |
| Burgweg 9 (Standort)                              | Burg Betzenstein                    | Nordteil der Anlage, im Kern zweite Hälfte 11. Jahrhundert, eingeschossiger Walmdachbau, 16./17. Jahrhundert, daran anschließender Walmdachbau aus Holz, 1929 Reste der Umfassungsmauern, 16. Jahrhundert                                                                                      | D-4-72-118-9 Wikidata  | weitere Bilder |
| Hauptstraße 5 (Standort)                          | Brunnenhaus                         | Walmdachbau aus Fachwerk, Sandsteinsockel, Brunnen, 1543/49 | D-4-72-118-12 Wikidata | weitere Bilder |
| Hauptstraße 5 (Standort)                          | Wohnhaus                            | Zweigeschossiger Satteldachbau, Obergeschoss Fachwerk, bezeichnet „1785“ | D-4-72-118-11 Wikidata | weitere Bilder |
| Hauptstraße 20 (Standort)                         | Wohnhaus                            | Giebelständiger, eingeschossiger Massivbau mit hohem Satteldach, 17./18. Jahrhundert | D-4-72-118-63 Wikidata | weitere Bilder |
| Hauptstraße 24 (Standort)                         | Relieftafel                         | Bezeichnet „1764“ | D-4-72-118-15 Wikidata | weitere Bilder |
| Hauptstraße 27 (Standort)                         | Relieftafel                         | Bezeichnet „1766“ | D-4-72-118-16 Wikidata | weitere Bilder |
| Hauptstraße 30 (Standort)                         | Wohnhaus                            | Traufständiger, zweigeschossiger Satteldachbau, Obergeschoss und Giebel Fachwerk, um 1800 | D-4-72-118-17 Wikidata | weitere Bilder |
| Hauptstraße 32 (Standort)                         | Eckhaus                             | Zweigeschossiger, giebelständiger Satteldachbau, verputztes Fachwerk, bezeichnet „1818“ | D-4-72-118-18 Wikidata | weitere Bilder |
| Hauptstraße 33 (Standort)                         | Gasthof                             | Giebelständiger, zweigeschossiger Satteldachbau, bezeichnet „1853“, mit Brauerwappen, bezeichnet „1795“ | D-4-72-118-19 Wikidata | weitere Bilder |
| Hauptstraße 34 (Standort)                         | Evangelisch-lutherische Pfarrkirche | Saalbau aus Sandsteinquadern mit Chorturm, 1733/48 von Marx Erckel; mit Ausstattung; Zugehörig Umfassungsmauer, verputzt mit Sandstein-Abdeckung, 18. Jahrhundert | D-4-72-118-20 Wikidata | weitere Bilder |
| Hauptstraße 36 (Standort)                         | Ehemaliges Rathaus                  | Zweigeschossiger Massivbau mit Fachwerkgiebel, 1663, im 18. Jahrhundert erneuert | D-4-72-118-21 Wikidata | weitere Bilder |
| Hauptstraße 39 (Standort)                         | Wohnhaus                            | Giebelständiger, zweigeschossiger Satteldachbau, breitgelagert, im Kern 17. Jahrhundert | D-4-72-118-22 Wikidata | weitere Bilder |
| Hauptstraße 40 (Standort)                         | Gasthof zur Post                    | Giebelständiger, zweigeschossiger Satteldachbau, Putzgliederung, um 1800 | D-4-72-118-23 Wikidata | weitere Bilder |
| Hauptstraße 43 (Standort)                         | Wohnhaus                            | Traufständiger, zweigeschossiger Satteldachbau, Giebel Fachwerk, 1834 | D-4-72-118-24 Wikidata | weitere Bilder |
| Hauptstraße 44 (Standort)                         | Wohnhaus                            | Eingeschossiger Satteldachbau, Giebel Fachwerk, um 1800 | D-4-72-118-25 Wikidata | weitere Bilder |
| Hauptstraße 46 (Standort)                         | Wohnhaus                            | Zweigeschossiger, giebelständiger Satteldachbau, Giebel Fachwerk, um 1800 | D-4-72-118-26 Wikidata | weitere Bilder |
| Hauptstraße 53 (Standort)                         | Wohnhaus                            | Traufständiger, zweigeschossiger Satteldachbau, Giebel und Obergeschoss Fachwerk, erste Hälfte 19. Jahrhundert | D-4-72-118-27 Wikidata | BW             |
| Nähe Am Brand (Standort)                          | Scheune                             | Satteldachbau, Fachwerk auf Steinsockel, Giebel verschalt, 18. Jahrhundert | D-4-72-118-64 Wikidata | BW             |
| Nähe Am Brand (Standort)                          | Scheune                             | Längs erschlossener Satteldachbau, Fachwerk auf Steinsockel, 18. Jahrhundert | D-4-72-118-2 Wikidata  | weitere Bilder |
| Nähe Am Hinteren Tor (Standort)                   | Scheune                             | Satteldachbau mit Fachwerkgiebel, bezeichnet „1766“ | D-4-72-118-4 Wikidata  | BW             |
| Nähe Am Schmidberg (Standort)                     | Scheune                             | Satteldachbau mit massivem Sockel, Fachwerk, Einfahrt mit Wetterdach, bezeichnet „1768“ | D-4-72-118-5 Wikidata  | BW             |
| Nähe Am Schmidberg (Standort)                     | Scheune                             | Satteldachbau, Fachwerk, bezeichnet „1725“ | D-4-72-118-6 Wikidata  | BW             |
| Nähe Am Schmidberg; Unterer Schmidberg (Standort) | Steinmarter                         | Kalksteinpfeiler mit Sandsteinkopf, 1681 | D-4-72-118-35 Wikidata | weitere Bilder |
| Nähe Hauptstraße (Standort)                       | Brunnen                             | Obelisk mit Piedestal, dort Porträt des Prinzregenten und Inschrifttafel, Kalkstein, bezeichnet „1907“, von Joseph Schmeidl | D-4-72-118-34 Wikidata | weitere Bilder |
| Schloßstraße 3 (Standort)                         | Ehemaliges Pfarrhaus                | Zweigeschossiger Satteldachbau, Obergeschoss und Giebel Fachwerk, 17./18. Jahrhundert | D-4-72-118-28 Wikidata | weitere Bilder |
| Schloßstraße 5 (Standort)                         | Wohnhaus                            | Eingeschossiger, giebelständiger Satteldachbau, Giebel Fachwerk Ende 18. Jahrhundert | D-4-72-118-29 Wikidata | weitere Bilder |
| Schloßstraße 13; Nähe Schloßstraße (Standort)     | Ehemaliges Nürnberger Pflegeamt     | Zweigeschossiger Satteldachbau mit Freitreppe, Wappenrelief, 1669/70, Zwerchgiebel 1905 Hofmauer mit Tor, um 1670 Scheune, Satteldachbau mit Sandsteineckquaderung, Schleppgaube, 16. Jahrhundert                                                                                              | D-4-72-118-31 Wikidata | weitere Bilder |
| Schloßstraße 15 (Standort)                        | Wohnhaus                            | Zweigeschossiger, giebelständiger Satteldachbau, Obergeschoss Fachwerk, Wappenrelief, bezeichnet „1780“ | D-4-72-118-32 Wikidata | weitere Bilder |

### Eichenstruth
| Lage                                      | Objekt         | Beschreibung                                                              | Akten-Nr.              | Bild |
| ----------------------------------------- | -------------- | ------------------------------------------------------------------------- | ---------------------- | ---- |
| Eichenstruth 3; Eichenstruth 4 (Standort) | Doppelwohnhaus | Zweigeschossiger Satteldachbau, Obergeschoss und Giebel Fachwerk, um 1800 | D-4-72-118-36 Wikidata | BW   |

### Hüll
| Lage               | Objekt                    | Beschreibung                                                                                        | Akten-Nr.              | Bild                 |
| ------------------ | ------------------------- | --------------------------------------------------------------------------------------------------- | ---------------------- | -------------------- |
| Espan (Standort)   | Brunnentrog               | Quadratische Quelleinfassung, bezeichnet „1773“                                                     | D-4-72-118-41 Wikidata | BW                   |
| Hüll 9 (Standort)  | Wohnstallhaus             | Eingeschossiger Frackdachbau, bezeichnet „1807“                                                     | D-4-72-118-39 Wikidata | BW                   |
| Hüll 11 (Standort) | Ehemaliges Schulhaus      | Zweigeschossiger Halbwalmdachbau, 1805                                                              | D-4-72-118-57 Wikidata | Ehemaliges Schulhaus |
| Hüll 13 (Standort) | Wohnstallhaus             | Traufständiger, eingeschossiger Satteldachbau mit Fachwerkgiebel, erste Hälfte 19. Jahrhundert      | D-4-72-118-40 Wikidata | weitere Bilder       |
| Hüll 29 (Standort) | Evangelische Filialkirche | Saalbau mit eingezogenem Chor und Dachreiter, 15. Jahrhundert, 1606–1609 verändert; mit Ausstattung | D-4-72-118-38 Wikidata | weitere Bilder       |

### Illafeld
| Lage                  | Objekt   | Beschreibung                                                              | Akten-Nr.              | Bild |
| --------------------- | -------- | ------------------------------------------------------------------------- | ---------------------- | ---- |
| Illafeld 4 (Standort) | Wohnhaus | Zweigeschossiger Satteldachbau, Obergeschoss und Giebel Fachwerk, um 1800 | D-4-72-118-42 Wikidata | BW   |

### Leupoldstein
| Lage                       | Objekt        | Beschreibung                                                                       | Akten-Nr.              | Bild |
| -------------------------- | ------------- | ---------------------------------------------------------------------------------- | ---------------------- | ---- |
| Leupoldstein 9 (Standort)  | Wohnstallhaus | Zweigeschossiger Satteldachbau, seitlich angebauter Backofen mit Pultdach, um 1865 | D-4-72-118-58 Wikidata | BW   |
| Leupoldstein 16 (Standort) | Wohnstallhaus | Zweigeschossiger Satteldachbau mit Fachwerkgiebel, Mitte 18. Jahrhundert           | D-4-72-118-59 Wikidata | BW   |

### Ottenberg
| Lage                                                   | Objekt           | Beschreibung | Akten-Nr.              | Bild           |
| ------------------------------------------------------ | ---------------- | --- | ---------------------- | -------------- |
| Hutweide; Langäcker; Teichweg; Straßenäcker (Standort) | Vier Grenzsteine | Grenzsteine der Fraischgrenze zwischen nürnbergischem und bambergischem Gebiet mit beiden Wappen, Sandstein, einer fragmentiert, bezeichnet „1607“ | D-4-72-118-44 Wikidata | weitere Bilder |

### Reipertsgesee
| Lage                        | Objekt   | Beschreibung                                                      | Akten-Nr.              | Bild |
| --------------------------- | -------- | ----------------------------------------------------------------- | ---------------------- | ---- |
| Reipertsgesee 10 (Standort) | Wohnhaus | Traufständiger, zweigeschossiger Satteldachbau, bezeichnet „1773“ | D-4-72-118-45 Wikidata | BW   |

### Riegelstein
| Lage                      | Objekt                              | Beschreibung | Akten-Nr.              | Bild           |
| ------------------------- | ----------------------------------- | --- | ---------------------- | -------------- |
| Riegelstein 22 (Standort) | Evangelische Filialkirche St. Georg | Saalbau mit dreiseitig geschlossenem Chor und Giebelreiter, 15. Jahrhundert, 1706 sowie 1826–27 erneuert; mit Ausstattung | D-4-72-118-46 Wikidata | BW             |
| Schloßberg (Standort)     | Ruine Riegelstein                   | Reste einer Anlage, ehemals mit Hauptburg und Vorburg mit tiefem Halsgraben und Rest einer Zisterne, um 1200 errichtet    | D-4-72-118-47 Wikidata | weitere Bilder |

### Stierberg
| Lage                    | Objekt           | Beschreibung | Akten-Nr.              | Bild             |
| ----------------------- | ---------------- | --- | ---------------------- | ---------------- |
| Schloßberg (Standort)   | Burgruine        | Reste einer Anlage des 12./13. Jahrhunderts, Grundmauern der Hauptburg; Rundturmreste der Vorburg, 12./13. Jahrhundert | D-4-72-118-50 Wikidata | weitere Bilder   |
| Stierberg 17 (Standort) | Ehemalige Vogtei | Eingeschossiger Satteldachbau, 1778/79                                                                                 | D-4-72-118-49 Wikidata | Ehemalige Vogtei |

### Waiganz
| Lage                 | Objekt   | Beschreibung                                                           | Akten-Nr.              | Bild |
| -------------------- | -------- | ---------------------------------------------------------------------- | ---------------------- | ---- |
| Waiganz 2 (Standort) | Wohnhaus | Zweigeschossiger Satteldachbau, Obergeschoss und Giebel Fachwerk, 1803 | D-4-72-118-51 Wikidata | BW   |

### Weidensees
| Lage                                    | Objekt             | Beschreibung | Akten-Nr.              | Bild     |
| --------------------------------------- | ------------------ | --- | ---------------------- | -------- |
| In Weidensees; Weidensees 24 (Standort) | Brunnenschacht     | Quadratische Einfassung mit Inschriftkartuschen, bezeichnet „1807“                                                                | D-4-72-118-60 Wikidata | BW       |
| Weidensees 1 (Standort)                 | Wohnhaus           | Giebelständiger, zweigeschossiger Satteldachbau, geohrte Gewände, erste Hälfte 18. Jahrhundert                                    | D-4-72-118-52 Wikidata | BW       |
| Weidensees 2 (Standort)                 | Bauernhaus         | Wohnstallhaus, giebelständiger, zweigeschossiger Satteldachbau, Obergeschoss und Giebel Fachwerk, zweite Hälfte 18. Jahrhundert   | D-4-72-118-53 Wikidata | BW       |
| Weidensees 9 (Standort)                 | Ehemalige Schmiede | Wohnhaus, zweigeschossiger Satteldachbau mit Architekturbemalung, bezeichnet „1755“                                               | D-4-72-118-54 Wikidata | BW       |
| Weidensees 20 (Standort)                | Wohnhaus           | Giebelständiger, zweigeschossiger Satteldachbau, bezeichnet „1775“                                                                | D-4-72-118-55 Wikidata | BW       |
| Weidensees 38 (Standort)                | Wohnhaus           | Zweigeschossiger Walmdachbau, zweite Hälfte 18. Jahrhundert; Scheune, Frackdachbau, Fachwerk auf Sandsteinsockel, 18. Jahrhundert | D-4-72-118-56 Wikidata | Wohnhaus |

## Ehemalige Baudenkmäler
In diesem Abschnitt sind Objekte aufgeführt, die früher einmal in der Denkmalliste eingetragen waren, jetzt aber nicht mehr. Objekte, die in anderem Zusammenhang also z. B. als Teil eines Baudenkmals weiter eingetragen sind, sollen hier nicht aufgeführt werden. Aktennummern in diesem Abschnitt sind ehemalige, jetzt nicht mehr gültige Aktennummern.

| Lage                                | Objekt  | Beschreibung                                                                             | Akten-Nr.              | Bild |
| ----------------------------------- | ------- | ---------------------------------------------------------------------------------------- | ---------------------- | ---- |
| Betzenstein Nähe Am Hinteren Tor () | Scheune | Satteldachbau, Traufwände massiv, Fachwerk, 18. Jahrhundert                              | D-4-72-118-65 Wikidata |      |
| Betzenstein Nähe Am Hinteren Tor () | Scheune | Satteldachbau, Erdgeschoss massiv, Obergeschoss und Giebel Fachwerk, 18./19. Jahrhundert | D-4-72-118-66 Wikidata |      |